# Басра-Кувейтский нефтегазоносный район
Басра-Кувейтский нефтегазоносный район — нефтегазоносный район находится на всей территории Кувейта, юго-западной части Ирана и южной части Ирака. Здесь находятся все нефтяные запасы Кувейта и 60-80 % нефтяных запасов Ирака. Район открыт в 1946 году. Входит в состав нефтегазоносный бассейн Персидского залива.
В конце XIX веке английские исследователи нашли нефть в Кувейте. В Ираке и Кувейте нефть находили в колодцах. Во время Второй мировой войны для Британии сильно нуждалась нефтепродуктах. Британия отправила исследовательскую экспедицию для изучение данного района. После Второй мировой войны они 1946 году открыли супергигантское месторождение Бурган или Большой Бурган. 50-х годах были открыты Румайла, Зубайр, Раудатайн-Сабрия. В конце XX века были Азадеган, Западная Курна и Меджнун. В начале XXI века открыта Даште-Абадан.
Осадочный чехол нефтегазоносной района сложено палеозойскими отложеними.